# Spijkenisse
Spijkenisse este o comună și o localitate în provincia Olanda de Sud, Țările de Jos. Comuna este situată la periferia orașului Rotterdam.

## Localități componente
Spijkenisse, Hekelingen, Den Hoek, Beerenplaat.